# Waicher Maisalm
Die Waicher Maisalm (auch: Waicher Alm) ist eine Alm im Zeller Forst in der Gemeinde Ruhpolding.
Ein Kaser der Waicher Maisalm steht unter Denkmalschutz und ist unter der Nummer D-1-89-140-159 in die Bayerische Denkmalliste eingetragen.

## Baubeschreibung
Der Kaser der Waicher Maisalm besteht aus Mauerwerk, einem Blockbaugiebel und einem Satteldach. Die Firstpfette ist mit dem Jahr 1829 bezeichnet.

## Heutige Nutzung
Die Waicher Maisalm ist bestoßen, jedoch nicht bewirtet.

## Sonstiges
Auf der Waicher Maisalm befinden sich auch zwei Forstdiensthütten. Eine davon wurde etwa in den 1920er Jahren errichtet und unter der Nummer D-1-89-140-158 ebenfalls in die Bayerische Denkmalliste eingetragen.

## Lage
Die Waicher Maisalm befindet sich am Rauschberg auf einer Höhe von 890 m ü. NN auf etwa halbem Weg zwischen der Schwarzachenalm und der Kaitlalm.